# Oswald Haberzettl
Oswald Haberzettl (* 6. Juni 1892 in Engelhaus, Böhmen; † 31. Dezember 1981 in Zwettl-Niederösterreich) war ein österreichischer Zahnarzt und Politiker (ÖVP). Haberzettl war von 1949 bis 1959 Abgeordneter zum Landtag von Niederösterreich und von 1960 bis 1964 Mitglied des Bundesrates.
Haberzettl besuchte nach der Volksschule das Gymnasium in Böhmisch Krumau und studierte danach Medizin an der Universität Wien. 1919 promovierte er zum Doktor und war danach von 1923 bis 1928 Vertreter der Niederösterreichischen Ärztekammer im Bezirk Zwettl. Er engagierte sich in der Heimwehr, der Vaterländischen Frontmiliz, dem Deutschen Schulverein, dem Verein deutscher Ärzte, dem sudetendeutschen Heimatbund und dem Deutschen Turnerbund. Zwischen 1927 und 1932 war er für die Großdeutsche Volkspartei im Gemeinderat von Zwettl. Zum 1. Mai 1938 trat er der NSDAP bei (Mitgliedsnummer 6.197.070). 1945 wurde er zum Medizinalrat und 1957 zum Obermedizinalrat ernannt. Zudem war er zwischen 1959 und 1966 Mitglied des Landessanitätsrates für Niederösterreich, von 1955 bis 1969 Vizepräsident und dann Präsident des Landesverbandes vom Roten Kreuz für Wien und Niederösterreich sowie zwischen 1961 und 1969 Vizepräsident der Österreichischen Gesellschaft vom Roten Kreuz. Er vertrat die ÖVP zwischen dem 5. November 1949 und dem 4. Juni 1959 im Niederösterreichischen Landtag und war vom 25. Jänner 1960 bis zum 19. November 1964 Mitglied des Bundesrates.